# Vilivere (przystanek kolejowy)
Vilivere – przystanek kolejowy w miejscowości Vilivere, w prowincji Raplamaa, w Estonii. Położony jest na linii Tallinn – Parnawa/Viljandi. 